# 奧克塔夫·沃達布勒
奧克塔夫·沃達布勒（法語：Octave Vaudable，法語發音：[ɔktav vodabl]；1871年9月19日—1942年12月25日），出生法國多姆山省孔达莱蒙布瓦西耶，是美好年代法國最著名的馬克西姆餐廳經營者。

## 生平
他是個普通農家出生的小孩，15歲時移居巴黎，而他希望能改善自己的生活，因此遊走於各個餐廳當服務員，1890年他加入當時著名的拉呂（法語：Larue，創業於1886年）餐廳，擔任餐廳裡的文職人員，1908年知名廚師愛德華·尼尼翁（法語：Édouard Nignon）收購拉盧餐廳，愛德華·尼尼翁訓練奧克塔夫·沃達布勒成為領班、主廚和餐廳經營者，他在這裡獲得人生重大的進展。
1913年奧克塔夫·沃達布勒收購諾埃爾·彼得斯（法語：Noël Peters）餐廳的負責人，接著他的父親在1932年時，又收購馬克西姆餐廳，這是一個奢華又華麗的餐飲空間，柱廊、牆壁和完全採用傳統法國宮廷的用金箔裝飾風格，地面鋪設長毛的紅色羊毛地毯，座椅用紅色天鵝絨，桌子上鋪著漂亮的白色桌布，餐具皆採用高級水晶、白色瓷器，還有一個透光良好的玻璃天幕，是當時候巴黎最精緻的餐廳。1858年左右諾埃爾·彼得斯和愛德華·尼尼翁聯手，在餐廳推出知名的美國龍蝦(法語：Homard à l'américaine)餐點，從此創立了一個世界上全新的餐廳菜色，因此這裡成為美食的殿堂。奧克塔夫·沃達布勒也在這個時期獲得法國榮譽軍團勳章。
1932年他收購馬克西姆餐廳，奧克塔夫·沃達布勒和他的兒子路易·沃达布勒，共同經營這家巴黎最著名的餐廳，在他的經營管理後提升服務品質，成為名人流連忘返的餐館，如：馬塞爾·普魯斯特、薩沙·吉特里、让·谷克多、愛德華七世、喬治·費多等，都是馬克西姆餐廳的座上賓。1979年馬克西姆餐廳被法國政府列入歷史古蹟。